# Xian de Datian
Le xian de Datian (chinois simplifié : 大田县 ; pinyin : Dàtián xiàn) est un district administratif de la province du Fujian en Chine. Il est placé sous la juridiction de la ville-préfecture de Sanming.

## Démographie
La population du district était de 362 566 habitants en 1999.